# Charles Albright
Pour les articles homonymes, voir Charles Albright (Représentant).
Charles Albright, né le 10 août 1933 à Amarillo et mort le 22 août 2020 à Lubbock, est un tueur en série américain de Dallas, Texas. Il fut reconnu coupable du meurtre de trois prostituées en 1991.

## Jeunesse
Charles fut adopté par Delle et Fred Albright alors qu’il était dans un orphelinat. Sa mère, une enseignante, était très stricte et surprotectrice. Elle accéléra son éducation, lui permettant de sauter deux classes.
Sa carrière criminelle commence tôt. À l’âge de 13 ans, il était déjà voleur et fut arrêté pour une agression. À 15 ans, il obtint son baccalauréat et alla à l’University of North Texas. À 16 ans, la police l’arrête avec de l’argent liquide provenant d’une caisse enregistreuse, deux pistolets et une carabine. Il passe une année en prison.
Il rentra ensuite à l’Arkansas State Teacher's College et entreprit des études médicales.
Il fut expulsé de l’école lorsque des objets volés sont retrouvés, il n'est cependant pas poursuivi. Déconcerté, il falsifie des diplômes originaux et s’octroie une licence et une maîtrise.
Il épouse sa petite amie de l’université et ils ont une fille. Sa femme était enseignante. Il ne réussit pas à avoir d’emploi stable et continue à falsifier des documents. Il fut arrêté dans sa fraude alors qu’il enseignait à l’université, mais s’arrangea pour avoir une période de mise à l’épreuve. En 1965, sa femme et lui se séparent et divorcent finalement en 1974.
Albright fut arrêté après avoir volé quelques centaines de dollars de marchandise dans un magasin de matériel informatique et écope pour cela de deux années de prison. Cependant au bout de seulement six mois il était de nouveau dehors.
À cette époque, il réussit à se lier d’amitié avec son voisinage, à tel point qu’il garda même les enfants de certains résidents.
En 1981, après le décès de sa mère, alors qu’il rendait visite à des amis, il agressa sexuellement leur fille de 9 ans, ce pourquoi il fut poursuivi. Il plaida coupable et n’eut qu’une mise à l’épreuve. Il déclarera plus tard qu’il était innocent mais avait plaidé coupable pour éviter la pagaille.
En 1985, Albright rencontre une femme, Dixie dans l’Arkansas. Il lui propose de venir vivre avec lui. Il ne fallut pas beaucoup de temps avant qu’elle l’entretienne financièrement.
Charles prit une carte de route très tôt un matin afin d’aller voir des prostituées sans éveiller les soupçons de sa femme.

## Victimes
Le 13 décembre 1990, le corps de Marie Lou Pratt, 33 ans, une prostituée connue dans le secteur de Oak Cliff à Dallas est retrouvé sur le dos. Elle portait juste un T-shirt. Elle reçut une balle de Magnum .44 dans la nuque. Le médecin légiste relève que les yeux ont été enlevés sans laisser beaucoup de traces et que le tueur est probablement parti avec.
Le 10 février 1991, Susan Peterson, une prostituée est retrouvée quasiment nue avec son T-shirt relevé au-dessus de ses seins, de la même façon que pour Pratt. Elle a reçu trois balles, une en haut du crâne, une dans le sein gauche et une dans la nuque. Une balle a transpercé le cœur et l’autre est entrée dans le cerveau. Une partie de ses cheveux est sur son torse. Son corps a été jeté dans le sud de Dallas à la limite de la ville. Une autre similarité est l’énucléation.
Le 18 mars 1991, Shirley Williams, une prostituée occasionnelle, est retrouvée nue, son corps sur le côté, non loin d’une école. Ses yeux ont aussi été enlevés. Elle a aussi des contusions faciales et le nez cassé. Elle a été tuée d’une balle en haut du front.

## Arrestation et procès
Le 22 mars 1991 Albright est arrêté et inculpé des trois meurtres. Son procès débute le 13 décembre 1991. L’accusation a des failles dans le dossier, la seule preuve solide étant des cheveux retrouvés sur Williams et appartenant à Albright.
Le 18 décembre 1991, le jury délibère et déclare Charles Albright coupable. Il est condamné à la prison à vie pour les meurtres de Shirley Williams, Mary Lou Pratt et Susan Peterson.